# Dominikánský klášter (Stari Grad)
Dominikánský klášter s kostelem svatého Petra mučedníka je opevněný gotický klášter ve městě Stari Grad na ostrově Hvar.

## Klášter
Klášter byl založen bulou papeže Sixta IV. ze dne 7. srpna 1481. Byl postaven v průběhu 16. století a po opakovaných útocích osmanské flotily na ostrov Hvar v letech 1539 a 1571 byl opevněn dvojitou hradbou a na nárožích byly zbudovány dvě kulaté věže. Opevnění bylo dokončeno v roce 1586.
Kostel svatého Petra mučedníka byl dokončen v roce 1488. Později byl opravován v průběhu 16. a 17. století. V devatenáctém století byl zbořen a nahrazen novým kostelem podle návrhu stavitele N. Nikoliće ze Splitu. Malířská výzdoba interiéru je dílem Ivana Zamaly ze Zadaru. Na oltáři se nachází dřevěný krucifix z roku 1786. Oltář Panny Marie Růžencové postavil Andrija Bruttapelle (1728-1782). Na oltářním obrazu od Andrei Michieli Vicentina (1542-1618) z roku 1606 jsou zobrazeni představitelé Svaté ligy: papež, španělský král a benátský dóže, kteří vzdávají dík Panně Marii Růžencové za vítězství v bitvě u Lepanta v roce 1571.
Zvonice je postavena z kamenných bloků, které pocházejí z antických ruin města Pharos a které v roce 1559 věnoval klášteru Petar Hektorović.

## Muzeum
Paleontologická část obsahuje zkameněliny ryb (například exempláře rodu Thrissops). Další část ukazuje nálezy lidského osídlení z doby kamenné (7000 - 3000 let před naším letopočtem) z obývaných jeskyní Markova spilja a Grapčeva spilja a z pravěkých sídel v okolí obcí Dol, Vrbanj a Dračevica.
Druhá část expozice ukazuje nálezy z období řeckého osídlení ve 4. - 3. století a z následného římského osídlení. Nachází se zde kamenné fragmenty s nápisy, votivními a funerálními motivy. Dále jsou zde řecké mince a keramika. Z raně křesťanského období (9. - 10. století) jsou zde kamenné fragmenty z předrománského kostela ve Starém Gradu, keramické lampy a středověké dalmatské mince a šperky z 14. - 15. století. Jsou zde rovněž uloženy originály římského reliéfu ze zvonice kostela svatého Štěpána a gotického reliéfu Madony z kostela svatého Jeronýma.
Samostatná místnost je věnována nejvýznamnějším dílům umělecké sbírky muzea. Je jím obraz Oplakávání Krista (chorvatsky: Oplakivanje Krista) od italského malíře Jacopa Robusti Tintoretta. Obraz se původně nacházel v soukromé kapli Petara Hektoroviće. Legenda praví, že na obrazu je zobrazen sám Hektorović se svou dcerou Lukrécií. Dalším mistrovským dílem je barokní krucifix z roku 1703 od benátského řezbáře Giacoma Piazzetty (1640-1705), který je považován za nejkrásnější barokní krucifix v Dalmácii.
Ve třetí místnosti je expozice věnovaná Petaru Hektorovićovi, který byl pohřben v rodinném mauzoleu (Mausoleum sive sepulcrum) v tomto klášteře. Jsou zde knihy a předměty z jeho pozůstalosti. Dále se v této části expozice nacházejí další obrazy a předměty z uměleckých sbírek kláštera. 

### Galerie

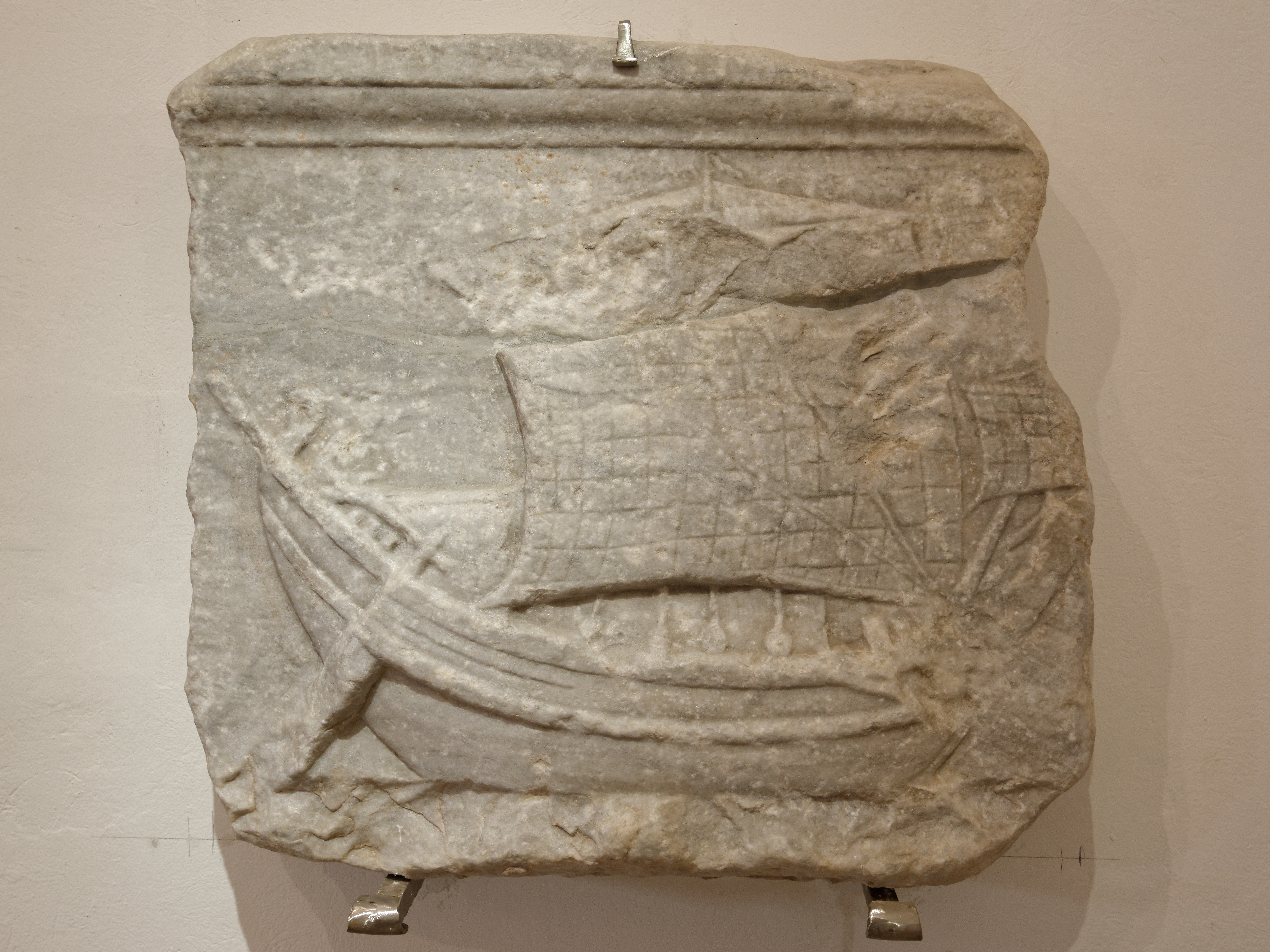
Reliéf antické lodi ze zvonice kostela svatého Štěpána I., papeže.
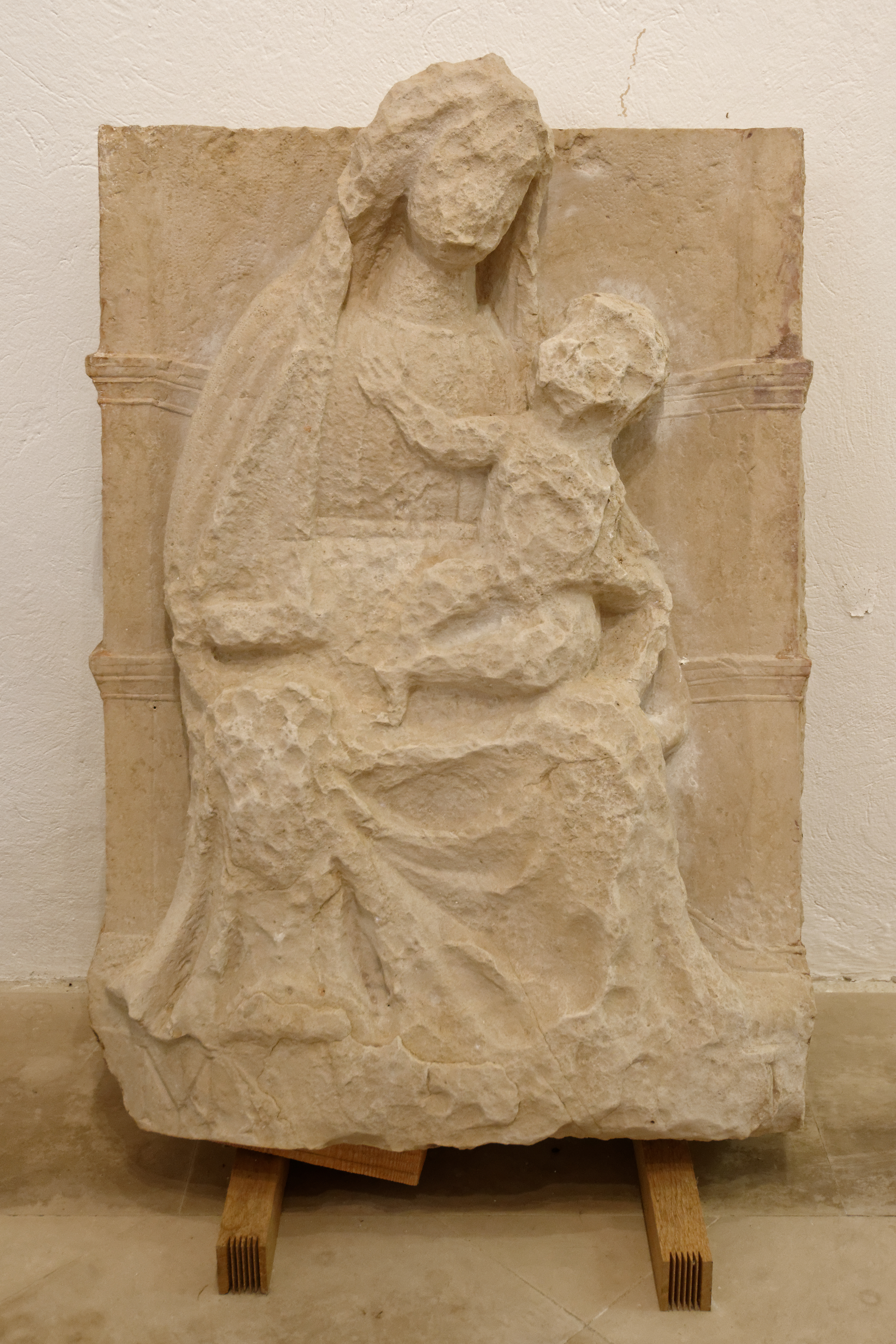
Reliéf Madony z kostela svatého Jeronýma.